# HAPPY DANCE
「HAPPY DANCE」（ハッピー・ダンス）は、1998年7月23日に発売された、槇原敬之の20thシングル。発売元はSony Records。

## 解説
「足音」から半年ぶりのシングル。テレビ朝日『ニュースステーション』8月のウェザーテーマ。C/W『BLIND』と共にアルバム『Cicada』収録。「HAPPY DANCE」は「Album Version」として収録。若干アレンジが異なり、イントロと2コーラス後の間奏がやや長くなっている。

## 収録曲
作詞・作曲・編曲：槇原敬之
1. HAPPY DANCE
2. BLIND
3. HAPPY DANCE （Backing Track）